# Cordobazo
El Cordobazo o primer Cordobazo fue una acción estudiantil, obrera y sindical en Córdoba (Argentina) entre el 29 y 30 de mayo de 1969 duramente reprimida por la dictadura militar autodenominada Revolución Argentina. Fue llevada a cabo principalmente por la CGT, las regionales de SMATA (Elpidio Torres), UTA (Hipólito Atilio López) y Luz y Fuerza (Agustín Tosco); y las federaciones universitarias FUA y FUC.
El Cordobazo formó parte de una serie de puebladas en Argentina entre 1969 y 1972 -todas ellas nombradas con palabras terminadas con el sufijo -«azo» contra la dictadura. Debilitó al gobierno y fueron uno de los factores de la caída y reemplazo del dictador Juan Carlos Onganía el 8 de junio de 1970, abriendo paso a elecciones, concretadas en 1973. Además, causó la renuncia del interventor federal de facto Carlos J. Caballero. Dos años después se produjo el segundo Cordobazo, conocido como Viborazo. Además, fue una de las grandes protestas a nivel mundial, en el marco de los movimientos sociales de 1968.

## Contexto histórico

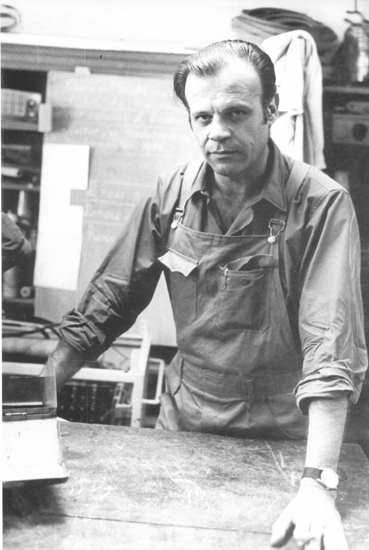
Agustín Tosco (1930-1975), dirigente sindical cordobés del gremio de Luz y Fuerza, miembro de la CGT, y uno de los principales actores del Cordobazo. La Avenida de Circunvalación de Córdoba, lleva su nombre en homenaje a este sindicalista.

El 28 de junio de 1966 tomó el poder una dictadura autodenominada Revolución Argentina, liderada por el general Juan Carlos Onganía. Esta Revolución Argentina fue la primera dictadura permanente instalada en Argentina, siguiendo la Doctrina de la Seguridad Nacional que Estados Unidos estaba imponiendo en América Latina, como parte de su estrategia político-militar, durante la Guerra Fría. Una de las primeras medidas de la dictadura fue la abolición de los partidos políticos, medida que desencadenó generalizadas acciones insurreccionales y combativas, como la acción guerrillera que comenzó en 1968, las puebladas que comenzaron en 1969, así como el fortalecimiento de algunas corrientes sindicales combativas y la radicalización del movimiento estudiantil. 
Simultáneamente, las transformaciones en la Iglesia católica, derivaron en el surgimiento en toda América Latina de la Teología de la liberación, apoyada en la opción por los pobres. En 1967 se había creado en Argentina el Movimiento de Sacerdotes para el Tercer Mundo (más conocidos como Los curas tercermundistas); en 1968 los obispos latinoamericanos habían dado a conocer el célebre Documento de Medellín, que anunciaba el umbral de una nueva época histórica de nuestro continente, llena de un anhelo de emancipación total, de liberación de toda servidumbre, de maduración personal y de integración colectiva; y en 1969, en el mismo mes del Cordobazo, el Episcopado Argentino elaboraba el Documento de San Miguel, proclamando La Iglesia de los Pobres: La Iglesia honra a los pobres, los ama, los defiende, se solidariza con su causa.
Desde 1968, la Confederación General del Trabajo o CGT, se había dividido en dos. Por un lado estaba la CGT "Legalista", bajo el liderazgo implícito de Augusto Timoteo Vandor, y a la que pertenecía la mayoría de los grandes sindicatos (UOM, SMATA, UOCRA, AGEC, Sanidad, Ferroviarios, UTA, Textiles), etc. y por otro lado estaba la CGT de los Argentinos, liderada por Raimundo Ongaro, que agrupaba a sindicatos que proponían una lucha más frontal contra la dictadura: gráficos, Luz y Fuerza, petroleros, portuarios, telefónicos, empleados de farmacia, azucareros, etc.
En la provincia de Córdoba y particularmente en su capital, se venía desarrollando un proceso de industrialización creciente desde la década de 1930, y que se había consolidado en las dos décadas anteriores. Convertida en polo migratorio interno, la población de la ciudad venía acrecentandose, en esas dos décadas, al 3% anual, lo que implicó que al año siguiente la población llegara a las 800 000 personas, el doble que dos décadas atrás.
A partir de 1957, la ciudad de Córdoba desarrolló una importante base fabril metalúrgica, especializada principalmente en la fabricación de automóviles, al punto de que la ciudad de Córdoba recibiera el apodo de la Detroit argentina. Las principales fábricas de automóviles fueron la planta de IKA (que luego pasaría a ser propiedad de Renault), ubicada en el extremo sudoeste de la ciudad, en el barrio de Santa Isabel, y que empleaba a 11 486 obreros. Además existían tres plantas del Grupo Fiat (Fiat, Materfer y Grandes Motores Diésel, que luego pasaría a denominarse IVECO), ubicadas en el extremo sudeste, sobre la estratégica ruta 9, donde se empleaban a 11 000 obreros. (Debido a la importancia de la industria automotriz, el SMATA era el sindicato más importante de Córdoba, agrupando a los trabajadores de IKA-Renault y las demás empresas automotrices, con excepción de las fábricas de Fiat, cuyos trabajadores se habían organizado en dos sindicatos de empresa, Sitrac y Sitram, que no adhirieron a la huelga que dio origen al Cordobazo.
A partir de esos dos grandes polos, en el sur y el sudeste de la ciudad, se formaron densas concentraciones obreras cercanas a las fábricas. En el sudoeste, cerca de la planta de IKA-Renault, se formó Villa El Libertador. En el sur, cerca del Camino San Carlos había fábricas de vidrio, de bulones, la autopartista Transax y los talleres de la Empresa Provincial de Energía Eléctrica (EPEC), vinculados con los centros vecinales de los barrios Villa Revol y San Carlos. En el sureste, más allá del camino de circunvalación (hoy llamado Agustín Tosco), "la zona de Ferreyra aglutinaba los barrios de Ituzaingó, Avellaneda, San Lorenzo, Deán Funes y Primero de Mayo; en cuyo corazón estaba la planta de Fiat (Concord, Materfer y Grandes Motores Diesel) y los pequeños y medianos talleres de alrededor como Luján Hnos., e incluso otras fábricas como la planta de Motores Diesel Livianos-Perkins, la autopartista Thompson Ramco, las plantas de caucho Rubber y Armando López, las metalúrgicas Tubos Transelectric y Rubol y la láctea SanCor. Esta zona tuvo una importante relación con barrio Colón y San Vicente, ubicados en su trayectoria hacia el centro de la ciudad, territorio de talleres y fábricas de calzado cuya planta paradigmática en San Vicente -por cantidad e intensidad de luchas- fue la fábrica de calzado Lucas Trejo, recordada además porque la mayoría de sus delegadas eran mujeres."
Luego del derrocamiento de Perón en 1955, el sindicalismo cordobés había adoptado una organización pluralista, en la que convivían solidariamente las corrientes peronistas ortodoxas, heterodoxas y combativas, con las corrientes comunistas y radicales. En 1957, Córdoba fue la primera regional que logró organizarse luego del golpe de Estado de 1955, organizando uno de los eventos más significativos de la historia del movimiento obrero argentino, como fue el plenario nacional que aprobó el Programa de la Falda, de fuerte contenido antiimperialista. Los principales sindicatos eran el SMATA (automóviles) con 15 000 afiliados, conducido por el peronista ortodoxo Elpidio Torres, Luz y Fuerza (energía) con 3000 afiliados, conducido por el simpatizante del Partido Comunista Agustín Tosco, y la Unión Tranviarios Automotor (UTA), conducido por el peronista combativo Atilio López. Mientras que Luz y Fuerza estaba en la CGT de los Argentinos, la UTA y el SMATA estaban en la CGT oficial.
El movimiento estudiantil también tenía un importante desarrollo en Córdoba, sede de la universidad más antigua del país, con una población de 30 000 estudiantes, 5000 de las cuales se reunían cada noche a cenar en el comedor universitario. Muchos de ellos vivían en el barrio Alberdi, alrededor del Hospital de Clínicas de la Facultad de Medicina, caracterizado por la alta cantidad de pensiones para estudiantes.
Las agrupaciones estudiantiles estaban divididas en dos grandes corrientes: las reformistas y las integralistas. Las principales eran Franja Morada, el Movimiento Nacional Reformista (MNR), el FAUDI, el MUR, el FEN y la UNE. La Federación Universitaria de Córdoba (FUC) estaba conducida por Carlos Scrimini, del Partido Comunista. Una de las políticas del movimiento estudiantil argentino y cordobés en particular, era la unidad obrero-estudiantil.

## Antecedentes
El 12 de mayo de 1969 la dictadura sancionó la Ley 18204 estableciendo un régimen de descanso semanal uniforme en todo el país. La ley garantizaba el descanso continuado a partir del sábado a las 13 horas (sábado inglés) y todo el domingo, con una jornada semanal de 48 horas. En Córdoba, ya existía el sábado inglés desde la ley provincial 3546 de 1932, pero con una jornada semanal de 44 horas, razón por la cual la ley de Onganía aumentaba cuatro horas, casi un 10%, la jornada semanal. El aumento de la jornada laboral cordobesa, produjo en gran descontento en las filas obreras y el inicio de una serie de movilizaciones, huelgas y asambleas que desembocarían en el Cordobazo, incluyendo una huelga general declarada por las dos CGTs, para el día 30 de mayo.
También los metalúrgicos estaban en conflicto debido a las llamadas "quitas zonales", una facultad concedida por la dictadura a los empresarios, para realizar en algunas provincias, descuentos sobre el salario pactado en las convenciones colectivas nacionales.
En el marco de esas movilizaciones obreras contra el sábado inglés cordobés, el 14 de mayo el SMATA, de la CGT Legalista y bajo el liderazgo de Elpidio Torres, realizó una asamblea con 3000 obreros, a pesar de que la misma había sido prohibida por el gobierno provincial. El hecho desató la represión de la policía contra los asambleístas, que respondieron atacando a la policía y levantando barricadas hasta lograr que la policía huyera.
El 15 de mayo fue asesinado Juan José Cabral en una protesta estudiantil en la ciudad de Corrientes, desencadenando una pueblada conocida como el Correntinazo. Al día siguiente, otra marcha estudiantil en Rosario en repudio al asesinato de Cabral, durante la cual fue asesinado el estudiante Luis Norberto Blanco, generando una pueblada en la ciudad conocida como primer Rosariazo y movilizaciones de protesta en todo el país, incluyendo Córdoba, donde se realizó una huelga estudiantil, violentamente reprimida, y la toma del barrio estudiantil de Alberdi, el 23 de mayo.

## Los preparativos
En la última quincena de mayo, Jorge Canelles, militante del Partido Comunista y de la UOCRA (construcción), le sugiere a Agustín Tosco, secretario del sindicato de Luz y Fuerza de la ciudad, reunirse con Elpidio Torres, secretario general del SMATA cordobés, el sindicato más poderoso de Córdoba en ese momento, para organizar una gran protesta sindical que frenara los abusos policiales y las políticas anti-obreras. Se trataba de una medida audaz, porque ambos sindicatos estaban en centrales distintas y porque las posturas ideológicas de ambos dirigentes diferían radicalmente. Torres era un peronista ortodoxo y su sindicato integraba la CGT Legalista; Tosco era simpatizante del Partido Comunista y su sindicato integraba la CGT de los Argentinos. El encuentro entre ambos dirigentes fue facilitado por el abogado laboralista Lucio Garzón Maceda. Torres ha hecho referencia a la llamada telefónica con la que se inició el crucial contacto entre los dos líderes sindicales:

Estoy seguro de que cuando Tosco me llamó hizo así (con una mano simulaba sostener el tubo del teléfono y con la otra se agarraba la nariz). Pero tuvimos la grandeza de coincidir en la lucha, por encima de las diferencias.
Elpidio Torres

Torres y Tosco se ponen de acuerdo y a ellos se suma Atilio López, un peronista combativo que dirigía la UTA (transporte de pasajeros), también en la CGT Legalista. Los tres conformaron el núcleo que planificó y coordinó lo que después se conocería como el Cordobazo.
El lunes 26 de mayo las dos regionales de la CGT local convocaron conjuntamente a un plenario de delegados que decidió una huelga general en la provincia de 37 horas, para los días jueves 29 y viernes 30 de mayo. La duración inusual de la huelga, buscaba que la medida se iniciara cuando los trabajadores ya habían ingresado a los lugares de trabajo, con el fin de que abandonar las tareas a las 11 de la mañana y marchar hacia el centro de la ciudad. Los organizadores preveían así un primer día de huelga con una gran confrontación con las fuerzas de seguridad en el centro de la ciudad y un segundo día, con los trabajadores de regreso a sus hogares, que confluyera con la huelga general nacional declarada por las dos CGTs.
Tosco se reunió con la Federación Universitaria de Córdoba (FUC), para informarles del plan que habían elaborado con Torres. La FUC, que estaba por entonces conducida por Carlos Scrimini del Partido Comunista, era "incondicional" de Tosco y comienza a preparar la participación del estudiantado en la huelga, convocando asambleas en todas las facultades con una asistencia de diez mil estudiantes. En las asambleas, varias agrupaciones de izquierda, entre ellas el PRT y Nahuel Moreno, se opusieron a que los estudiantes se unan a los obreros en el centro de la ciudad, argumentando que la intención Tosco era desencadenar un golpe democrático con el apoyo del sindicalismo ortodoxo.
Al movimiento obrero y el movimiento estudiantil, se suman organizaciones políticas clandestinas (los partidos políticos habían sido abolidos en 1966), en particular aquellas que integraban la Resistencia peronista, muchas de las cuales venían sosteniendo que a la dictadura había que enfrentarla mediante la lucha armada, creando organizaciones guerrilleras. Pocos meses antes del Cordobazo había aparecido la Tendencia Revolucionaria del peronismo, en el Segundo Congreso del Peronismo Revolucionario reunido precisamente en Córdoba en enero de 1969, para definir a los grupos que se encontraban a favor de la lucha armada.
Los barrios también estaban organizados mediante centros vecinales y una Comisión Coordinadora de Centros Vecinales. En la zona suroeste, hubo mucha actividad, especialmente en los barrios obreros como Villa El Libertador, cercana a la planta de IKA-Renault y la gran cantidad de talleres pequeños y medianos que la proveían, así como en los barrios del sudeste, como Villa Revol.

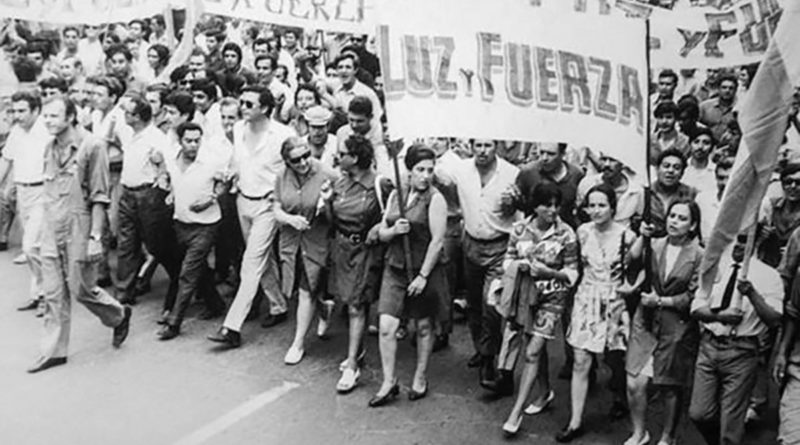
Famosa foto donde se observa a Agustín Tosco encabezando junto a Nené Peña, Soledad García Quiroga, Isabel Guzmán, Susy Carranza, Patricia López, Cristina Salvarezza, Lina Averna y María Lila García

Las mujeres tuvieron una participación importante en el Cordobazo, a pesar de las limitaciones que imponían los prejuicios machistas de la época. En esa época aún predominaba la idea de que las mujeres no debían "andar por la calle" y ni usar pantalones. En Córdoba las empresas automotrices tenían una política de no contratar mujeres, y en general los sindicatos no tenían ninguna mujer en su conducción. Sin embargo las mujeres se movilizaron en cantidades significativas y en varios sindicatos donde había delegadas mujeres, promovieron la movilización, como en el sector bancario, el comercio, la administración pública, la industria del vidrio, la sección de cables para automóviles de Ilasa, o la industria del calzado -donde la mayoría de los delegados eran mujeres. Las mujeres también estuvieron presentes en cantidades significativas en las columnas estudiantiles y en los barrios, donde existían "manzaneras", encargadas de organizar a los vecinos por manzana.
Entre los preparativos se fabricaron miles de hondas metálicas, recortes de metal, bulones y tuercas para ser utilizados como proyectiles, bombas molotov, para las cuales los militantes del SMATA se habían entrenado arrojándolas contra las paredes del patio del sindicato, y bolillas tomadas de los rulemanes, que fueron utilizadas para sembrar las calles y causar la caída de los caballos de la policía montada -la policía montada no volvió a usarse en acciones represivas. También se juntaron gatos para dispersar a los perros policiales y se coordinó un sistema de comunicación entre barricadas mediante "golpecitos" en las líneas telefónicas, como si fuera un telégrafo. Algunas organizaciones distribuyeron en los sindicatos y las organizaciones estudiantiles, folletos para construir bombas molotov y "miguelitos", y técnicas para romper vidrieras y producir incendios.
Los preparativos previos fueron especialmente intensivos en el Barrio Alberdi (Clínicas), debido a la densidad de la población estudiantil; allí en todos los techos se habían acumulado bombas molotov, proyectiles y demás elementos de defensa. Otros barrios preparados con anticipación fueron Bella Vista, Güemes, Observatorio, Nueva Córdoba, Talleres, Comercial y Libertador. En el barrio Bella Vista se había instalado un centro asistencial.
En las jornadas previas al Cordobazo fue relevante también la actuación de varios sacerdotes tercermundistas y militantes católicos, especialmente de Erio Vaudagna, cura párroco del barrio obrero de Los Plátanos, lindante con el barrio estudiantil Alto Alberdi. El gobierno militar detendría luego de los hechos al presbítero Gustavo Ortiz, y dio la orden de detener a Vaudagna y el padre Milán Viscovich, suspendida a último momento por la intervención directa del arzobispo de Córdoba Raúl Primatesta. Vizcovich era decano de la Facultad de Ciencias Económicas de la Universidad Católica de Córdoba (UCC), cuyo rector era el sacerdote jesuita Fernando Storni. Tres días antes del Cordobazo, Tosco habló antes los estudiantes de la UCC, en el salón de actos de la universidad, promoviendo un rol más protagónico de la federación estudiantil.

## Levantamiento popular

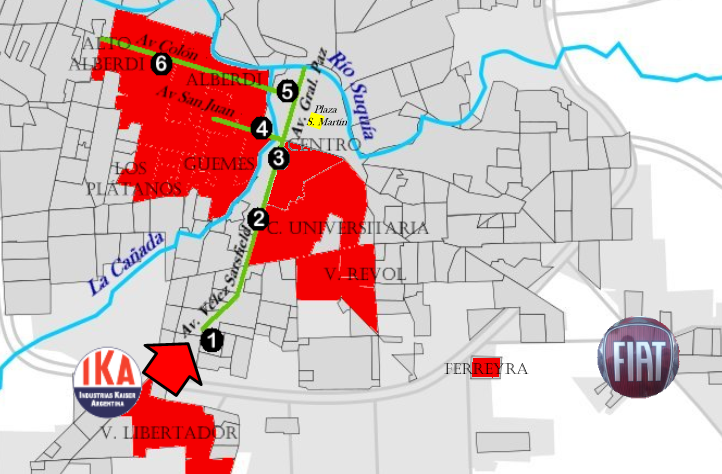
Mapa del Cordobazo. La columna obrera principal salió de la fábrica de IKA-Renault a las 10 a. m.. Puntos de referencia: 1) Rotonda Las Flores donde concentraron los obreros mecánicos del SMATA. De allí siguieron a pie hacia el centro por la Avenida Vélez Sarsfield, con Elpidio Torres a la cabeza. 2) Frente al Hogar Pizzurno. Primer enfrentamiento entre los obreros del SMATA y la policía. Una parte de la columna entra a la Ciudad Universitaria y otra hacia el barrio Güemes. 3) Frente a la Terminal vieja de 1969. Segundo enfrentamiento entre los obreros del SMATA y la policía montada. 4) Av. San Juan. Lugar en que fue asesinado el obrero del SMATA Máximo Mena. 5) Esquina de Colón y Gral. Paz. Lugar de concentración de Luz y Fuerza, con Agustín Tosco a la cabeza. 6) Av. Colón. Concesionaria de la empresa francesa Citroën, quemada, al igual que treinta autos usados como barricadas. En rojo los barrios que participaron más activamente en las protestas.

### Jueves 29  y viernes 30

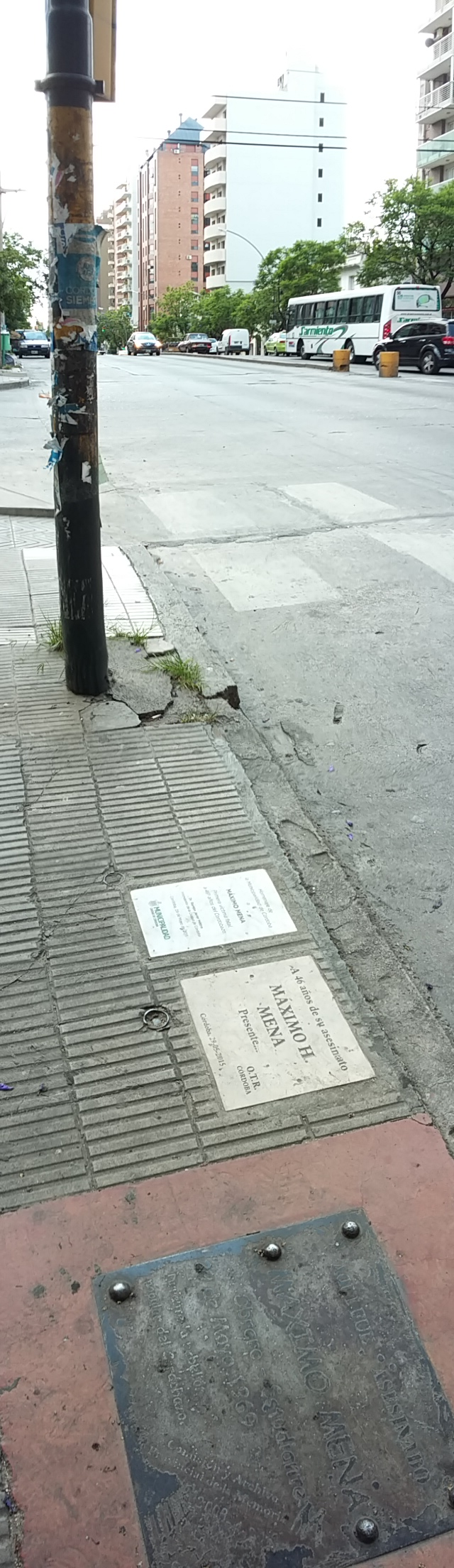
Placa en memoria del obrero del SMATA Máximo Mena, asesinado en la esquina de Arturo Bas y el Bvd. San Juan.

#### La marcha hacia el centro
El jueves 29 de mayo los trabajadores se concentraron en sus lugares de trabajo como todos los días. La huelga general había sido declarada con 37 horas de duración, para que se iniciara a las 11 de la mañana. Los manifestantes confluyeron hacia el centro en dos grandes corrientes: 1) desde el sur, por la Avenida Vélez Sarsfield, con la gran columna del SMATA partiendo de IKA-Renault; 2) desde el nornoroeste, por la Avenida Colón y la Avenida General Paz, donde concentró Luz y Fuerza. El objetivo era realizar un acto al mediodía, en la plaza Vélez Sarsfield, una plaza circular que estaba ubicada en el cruce del boulevard San Juan-Junín (luego Illia), con la avenida Vélez Sarsfield-Gral. Paz. Actualmente en ese punto, frente al Patio Olmos, se encuentra el monumento a Tosco.    

##### Desde el norte
A las 11 de la mañana en punto se formó la columna de Luz y Fuerza en el cruce de las avenidas Colón y General Paz, donde se encuentra el edificio del Correo Central, la esquina céntrica más tradicional de la ciudad, donde se celebraban los 17 de octubre, la fiesta principal del peronismo. La sede de la EPEC, la empresa provincial de energía, se encuentra a cuatro cuadras de allí. La formación de la columna de Luz y Fuerza, fue la señal acordada para que los estudiantes que simulaban venir caminando por Colón desde el barrio Alberdi (Clínicas), se sumaran a la columna lucifuercista. A ellos se sumaron también las columnas de metalúrgicos que bajaban por Colón y de los mecánicos de las fábricas autopartistas Perdriel e Ilasa, que venían por General Paz.
De inmediato la policía comenzó a reprimir a los manifestantes con gases lacrimógenos, produciéndose el primer choque con trabajadores de Luz y Fuerza en la esquina de Gral Paz y La Rioja, dos cuadras al norte del punto de reunión. Pero los manifestantes estaban preparados y resistieron con piedras, barricadas, molotovs y fogatas para quemar los gases haciéndose fuertes en el Barrio Alberdi, con apoyo de la población y los elementos acumulados en casas y azoteas.

##### Desde el sur
Las principales columnas obreras debían partir de las fábricas automotrices ubicadas al sur y al oeste de la ciudad, a varios kilómetros de distancia del centro. La UTA, el sindicato de choferes de buses, dio la orden de mantener los servicios para trasladar a los trabajadores de las fábricas hacia el centro. La columna más grande, la del SMATA, concentró a los obreros de la planta Santa Isabel de IKA-Renault. Los obreros de las fábricas de Fiat (Concord, Materfer y Grandes Motores Diesel) sobre la Ruta 9, no formaron parte de la marcha, debido a que estaban organizados en los sindicatos de empresa Sitrac y Sitram, que no adhirieron a la huelga.
La marcha del SMATA comenzó en la rotonda Las Flores, avanzando desde ahí a pie por la Avenida Vélez Sarsfield, hacia el centro, a partir de las 11 a. m.. En total se habían reunido unos cinco mil obreros, con Elpidio Torres a la cabeza y una gran cantidad de motos abriendo el camino. A lo largo de toda la ruta hacia el centro, al costado de la avenida, se habían colocado miles molotovs, miguelitos y piedras.
La columna tiene un primer combate con la policía, a la altura del Hogar Pizzurno, en la zona de la Ciudad Universitaria. Además de las hondas y las molotovs, el SMATA se había organizado en pelotones de unos veinte trabajadores cada uno, con autonomía para actuar y mapas con los puntos para volver a concentrar.
A las 12:30 se produjo la primera víctima fatal entre los integrantes de las columnas populares (Máximo Mena), delegado del SMATA en IKA-Renault. Mena muere a causa de un disparo de la policía montada, que se estaba enfrentando con la columna del SMATA en el área de la plaza Vélez Sarsfield, y estaba siendo superada. Las imágenes de los medios de la época publicaron varias fotografías de la policía montada huyendo de los manifestantes y disparando sus armas de fuego.
El asesinato provocó una reacción en cadena y la salida a la calle de decenas de miles de personas que se sumaron a la protesta. En pocos minutos a los quince mil militantes que iniciaron la protesta, se habían sumado más de treinta mil, dispuestos a desalojar a la policía de la ciudad.

#### La toma de la ciudad
La cantidad y movilidad de los manifestantes llevó a que en poco más de dos horas la policía agotara sus provisiones de gases lacrimógenos y combustible para los vehículos. En este último caso, los depósitos estaban en el Barrio Alberdi bajo control estudiantil. La caballería por su parte se había mostrado inútil frente a las tácticas de los huelguistas y no volvería a ser utilizada nunca más en el futuro. Ante esta situación, a las 13 horas la policía se retiró de la ciudad y se refugió en el Cabildo y en la Guardia de Infantería, en pleno centro, frente a la Plaza San Martín. Para esa hora, cerca de 150 manzanas que abarcaban casi todo el oeste de la ciudad habían sido tomadas.
El interventor de la provincia pidió auxilio al Ejército, que llegaría a las 17:30. Los combates cesaron y durante cuatro horas y media la ciudad quedó en poder de 50.000 manifestantes, apoyados por la simpatía general del resto de la población: 

No hubo ninguna cosa mesiánica de toma del poder. Aunque hubiéramos podido hacerlo a la una de la tarde porque ya no quedaba un solo cana en la calle, ni guardia en la Casa de Gobierno.
Jorge Canelles

En ese lapso tiempo los sublevados deciden asaltar y quemar en varios casos, objetivos simbólicos: todas las comisarías, el Círculo de Suboficiales del Ejército, las oficinas de la empresa estadounidense Xerox, la concesionaria de la empresa francesa Citroën, otra concesionaria de automóviles Técnicor, la Aduana, la agencia provincial de recaudación de impuestos, el Ministerio de Obras Públicas, la sucursal Avellaneda del Banco del Interior -sin tocar la caja fuerte-, la sede de Gas del Estado y la confitería Oriental, tradicional espacio de la élite cordobesa. Cuando el incendio en Xerox amenazó extenderse al edificio vecino, los propios manifestantes llamaron a los bomberos y garantizaron su seguridad con una guardia de estudiantes subidos a la autobomba. En total fueron dañadas 31 casas comerciales, que fueron luego reparadas con créditos concedidos por el Estado.
A las 14:30 los manifestantes comenzaron a retirarse del centro, para dirigirse a sus barrios, con la conciencia de que el Ejército se acercaba.

#### El repliegue a los barrios
Después de las 14:30 los manifestantes se guarecieron en los barrios, defendidos por barricadas, alambres colocados a través de las avenidas, miguelitos y miles de botellas rotas. Las bombitas de alumbrado público fueron destruidas por los militantes con las hondas y, desde las 20 horas, el sindicato de Luz y Fuerza cortó la luz en toda la ciudad. El apoyo de la población en los barrios populares era amplio, abriendo las casas, aportando elementos para las barricadas y alimentos y agua para los militantes. 
No había ninguna intención de enfrentar al Ejército, pero sí de organizar la autodefensa contra una represión indiscriminada, complicando y demorando la recuperación del control de la ciudad por parte de la dictadura. Los barrios se llenaron de "pintadas" callejeras que decían "Este barrio está ocupado por el Pueblo", "Soldado, no dispares contra tus hermanos", "Soldado, rebélate contra tus oficiales asesinos", "Barrio Clínicas, territorio libre de América", "Muera la dictadura", "El pueblo al poder".

#### El ingreso del Ejército
Ante el colapso de las fuerzas policiales la dictadura dispuso colocar a la ciudad bajo gobierno militar y enviar al Ejército. En ese momento la cadena de mandos tenía en la cabeza al comandante en jefe del Ejército, general Alejandro Agustín Lanusse. Debajo estaba el comandante del III Cuerpo de Ejército, bajo cuya jurisdicción estaba Córdoba, el general Eleodoro Sánchez Lahoz. Al frente de las tropas que ingresaron a la ciudad fue colocado el general Jorge Raúl Carcagno, jefe de la IV Brigada de Infantería Aerotransportada.
De inmediato el comandante del III Cuerpo dictó el primer bando militar imponiendo el toque de queda de noche y facultando a las fuerzas de seguridad a abrir fuego:

BANDO NÚMERO UNO
Visto el estado de subversión reinante en la ciudad de Córdoba y atento la necesidad de asegurar a la población civil la debida tranquilidad en previsión de consecuencias aún más lamentables, el comandante del Tercer Cuerpo de Ejército ordena:

1) Hasta nueva orden y dentro del radio urbano de esta ciudad, ninguna persona podrá circular por la vía pública entre las 20:30 y las 6:30 del día de mañana.

Se advierte a la población que los efectivos militares y de las fuerzas de seguridad, están facultados a abrir fuego contra cualquier persona o vehículo que circule por las calles durante el toque de queda y que al ser requeridas, intente escapar, esconderse o eludir de cualquier modo a la intimación que se le ordene.
General Eleodoro Sánchez Lahoz

Poco después, ante la evidencia de que los manifestantes permanecían ocupando los barrios, Sánchez Lahoz dicta un segundo bando, imponiendo la prohibición absoluta de salir de las casas, durante todo el día, desde el momento del ingreso de las tropas a la ciudad: 

BANDO NÚMERO DOS
Modificando el toque de queda, referente al Bando N.º 1, se pone en conocimiento de la población civil que a partir del día de la fecha, ninguna persona podrá circular por la vía pública entre las 17 y las 6:30 del día siguiente.

El personal que deba cubrir turnos de Servicios Asistenciales, de comunicaciones, etc., deberá exhibir documentos probatorios de identidad.
General Eleodoro Sánchez Lahoz

A las 16:15 ingresaron las primeras tropas al perímetro de la ciudad. El cuerpo principal estuvo integrado por la IV Brigada de Infantería Aerotransportada, los Regimientos de Infantería 2 y
14, el Grupo de Artillería 141, el Batallón de Comunicaciones y la Compañía de Arsenales 4. El Grupo de Artillería 4 fue destinado a proteger el Liceo Militar «General Paz». A las fuerzas del Ejército se agregaron efectivos de la Fuerza Aérea, para cubrir el área de Nueva Córdoba y aviones de combate para reconocimiento aéreo. Se ha especulado sobre las verdaderas intenciones de Lanusse y los hombres que estuvieron al mando de las fuerzas militares, demorando el ingreso a la ciudad, para deteriorar el poder de Onganía.
Los militares establecieron también un tribunal militar para juzgar y condenar sumariamente a los sindicalistas y manifestantes detenidos. Una de sus primeras medidas fue allanar las sedes sindicales y detener a los líderes del movimiento. Esa misma tarde el III Cuerpo difundió las primeras condenas: ocho años de prisión militar a Miguel Ángel Guzmán y tres años de prisión militar a Humberto Videla.
El 29, el Ejército tomó control del centro, allanó las sedes de SMATA y Luz y Fuerza, deteniendo a sus dirigentes y abrió un paso a través del Barrio Alberdi, para establecer una vía de tránsito hacia los cuarteles.
La población no obedeció el toque de queda y miles de personas estaban en las calles, mirando la llegada de las tropas y en algunos casos gritando o mostrando carteles. Durante toda la noche ardieron las fogatas y sonaron disparos de los rifles 22 que utilizaban los manifestantes y las ametralladoras que usaban los militares. Los investigadores tienen diferentes posturas respecto de la presencia de francotiradores, muy difundidos por los partes militares y los medios de comunicación de la época. Hay coincidencia en que muchos manifestantes tenían armas de bajo calibre, con las que disparaban al aire para causar alarma entre los militares. Con respecto a la posibilidad de francotiradores con armas de precisión de alto calibre, en algunos casos se atribuyen a miembros aislados de grupos armados como Tacuara, y en otros casos a las propias fuerzas de seguridad.

### Viernes 30
Desde la madrugada del 30 de mayo el Ejército fue ocupando los barrios, despejándolos de barricadas y obstáculos, y colocando puestos de guardia que garantizaran el control de la ciudad. En el Barrio Alberdi se desalojó el Hospital de Clínicas. Fueron detenidas unas 300 personas, de las cuales 104 fueron enjuiciadas sumariamente por los tribunales militares.
Años después, el general de división Eleodoro Sánchez Lahoz, quien comandaba el Tercer Cuerpo de Ejército que tuvo a su cargo recuperar la ciudad, describió gráficamente el grado de apoyo que el Cordobazo tuvo por parte de la población:

Me pareció ser el jefe de un ejército británico durante las invasiones inglesas. La gente tiraba de todo de sus balcones y azoteas...
general Eleodoro Sánchez Lahoz

A las 13:00 la situación aún no había sido controlada. A esa hora unas mil personas enfrentaron al Ejército en el barrio Clínicas y otras 500, marchaban por la calle La Rioja hacia La Cañada. A las 15 horas el III Cuerpo informó que había sido abatido un "francotirador" que operaba desde el Hotel Sussex, que luego resultó ser un turista que se había asomado a la ventana de su habitación. Por la tarde aún seguían en pie varias barricadas sostenidas por los obreros mecánicos con apoyo de la población.
Durante todo el día continuarían los actos relámpago, pero con más dificultades. El último bastión fue el Hospital de Clínicas, rendido la noche del viernes 30. Al día siguiente aún hubo operaciones del Ejército, que recién tomo control completo de la ciudad el domingo 1 de junio.

### Sábado 31
El sábado 31 de mayo ya no se registran protestas. Los tribunales militares continuaron enjuiciando a los detenidos, entre ellos a los dos líderes del movimiento, Agustín Tosco -que fue condenado a 8 años- y Elpidio Torres -condenado a cuatro años-. Ese día se hizo presente en Córdoba el comandante en jefe del Ejército, general Alejandro Agustín Lanusse, para verificar la situación y realizar declaraciones a la prensa. La CGT de los Argentinos y la CGT legalista realizaron un
comunicado conjunto denunciando el “proceder criminal y represivo de las llamadas fuerzas del orden” y sosteniendo que “las medidas del gobierno constituyen la caracterización de su condición de dictadura entreguista, antipopular y reaccionaria”. Ambas CGTs declararon el lunes 2 de junio como Día de Duelo y decretaron la "situación de paro" que se concretaría con una nueva huelga por 37 horas el 17 y 18 de junio, con un acatamiento total. Las autoridades militares mantuvieron esa noche el toque de queda.

### Tribunales militares y condenados

Afiche de 1972 pidiendo la libertad de Tosco y los demás presos sociales. Dibujo de Juan Carlos Castagnino, en el Museo del Bicentenario.

A partir del 30 de mayo fueron enjuiciadas 104 personas por el Consejo de Guerra Especial establecido por el III Cuerpo de Ejército. Fueron condenadas a penas de prisión en cárceles militares al menos quince personas, todas ellas varones:
1. Humberto Videla, obrero, tres años de prisión.[54]
2. Miguel A. Guzmán, ocho años de prisión.[54]
3. Agustín Tosco, secretario general de Luz y Fuerza Córdoba, 8 años y 3 meses de prisión.[54]
4. Elpidio Torres, secretario general de SMATA Córdoba, 4 años y 8 meses de prisión.[54]
5. Tomás di Toffino, secretario adjunto de Luz y Fuerza Córdoba, cuatro años de prisión.[38]
6. Felipe Alberti, secretariado de Luz y Fuerza Córdoba.[38]
7. Simón Grigaitis, secretariado de Luz y Fuerza Córdoba.[38]
8. Osvaldo Ortiz, secretariado de Luz y Fuerza Córdoba.[38]
9. Miguel Ángel Miró, estudiante de la Federación Juvenil Comunista.[34][55]
10. Pedro Jorge Hiarini.[56]
11. Juan Emilio Cucco.[56]
12. Alfredo Norberto Díaz.[56]
13. Pio Nacianceno Gerez.[56]
14. Viador Moreno.[56]
15. Alberto Villar.[56]

Los condenados cumplieron sus penas en instalaciones militares de La Pampa y Trelew, hasta noviembre de 1969, cuando Onganía dispuso la amnistía. Desde 2014 las actas están disponibles en el Archivo Provincial de la Memoria de Córdoba.
Torres sufrió lesiones irreversibles en la cárcel y se retiró del sindicalismo en 1971. Atilio López fue elegido vicegobernador de la provincia en 1973, fue derrocado por un golpe de Estado policial en 1974 convalidado por el presidente Perón y el Congreso Nacional, y fue asesinado por el grupo parapolicial Alianza Libertadores de América ese mismo año. Tosco fue amenazado por la Alianza Anticomunista Argentina y murió de una septicemia en 1975 debido a la decisión de no atenderse en un establecimiento hospitalario para evitar la detención. Tomás di Toffino desaparecería en 1976 y sería fusilado clandestinamente en el centro clandestino de detención La Perla.

## Víctimas
Los comunicados oficiales, las crónicas periodísticas y las investigaciones históricas dan diferentes cantidades de víctimas, incluso entre las fuerzas de seguridad, sin demasiadas precisiones de nombres y lugares. Los periodistas cordobeses Carlos Sacchetto y Luis Mónaco, realizaron en 1971 un relevamiento de los muertos, cotejando los relatos testimoniales con el registro municipal de defunciones y constataron cuatro muertes: 

Quien esto escribe, era en mayo de 1969 un joven cronista de LW1 Radio Universidad de Córdoba. Y cuando comenzaron las batallas callejeras entre manifestantes y policías, el jefe del Servicio Informativo Santiago Jorge Pérez Gaudio, un periodista de los mejores que tuvo Córdoba, le asignó la tarea de llevar el registro de muertos, heridos, detenidos y daños producidos. En contacto con hospitales, morgue, Policía y líderes gremiales, el trabajo fue minucioso.

 El primer muerto, como todas las crónicas lo dicen, fue el obrero Máximo Mena que cayó por una bala policial en San Juan y Arturo M. Bas. El segundo fue un hombre mayor en la zona de Tribunales al que sorprendió la represión y murió de un paro cardíaco. El tercero fue un turista curioso al que le disparó un policía en la recova del hotel Sussex, en San Jerónimo y Buenos Aires, y murió en el Hospital San Roque. Y el cuarto fue un estudiante del interior de la provincia, a quien baleó el Ejército a la noche en el barrio Clínicas mientras actuaba de francotirador. Hubo unos 170 heridos, más de 300 detenidos y daños incalculables en ese momento.

Dos años después, en 1971, y mientras preparábamos un programa periodístico especial, revisamos junto al colega Luis Mónaco -luego secuestrado y desaparecido en 1978- la nómina de defunciones en el Registro Civil de Córdoba. Y no hallamos evidencias de otros muertos a causa del Cordobazo.
Carlos Sacchetto

Entre los cuatro muertos se encuentran:
- Máximo Mena, 27 años, obrero metalúrgico asesinado el 29 de mayo por disparo de arma de fuego de la policía montada en el Bv. San Juan.
- Marcelo Terza, 24 años, turista hospedado en el céntrico Hotel Sussex, asesinado el 30 de mayo por el Ejército al asomarse a su ventana. Inicialmente el III Cuerpo informó que se trataba de un francotirador que operaba desde el Hotel Sussex y luego se descubrió que era un turista.[51]

## Consecuencias
El Cordobazo es considerado por casi todos los historiadores como un hecho clave en la historia argentina posterior a 1955, mientras que la mayoría de las fuerzas políticas, sindicales y estudiantiles lo consideran como una gesta popular. Una calle de la ciudad de Córdoba lleva el nombre de "El Cordobazo" y la estratégica Avenida de Circunvalación de la ciudad lleva en nombre de "Agustín Tosco". Puntualmente, el Cordobazo debilitó el proyecto de dictadura permanente de Onganía, de cuya caída un año después es habitualmente considerado un antecedente. En los tres años siguientes de la dictadura, siguieron realizándose una gran cantidad de puebladas que, junto a las acciones de las organizaciones guerrilleras surgidas en 1969 y 1970, contribuyeron a generar un clima insurreccional. Dos años después, un segundo Cordobazo, conocido también como Viborazo, produjo la renuncia del interventor militar de la provincia.
El debilitamiento y posterior caída de Onganía, permitió que fuera el general Alejandro Agustín Lanusse quien asumiera la conducción de la dictadura, luego del breve gobierno de facto del general Marcelo Levingston. Varios historiadores involucran a Lanusse en el Cordobazo, sosteniendo que la demora del Ejército para ingresar a la ciudad de Córdoba, tenía como objetivo debilitar a Onganía con el fin de causar su caída. Lanusse intentó que los partidos políticos aceptaran una salida electoral controlada por los militares, bajo el nombre de Gran Acuerdo Nacional, que finalmente fracasó, dando paso a la vuelta de Juan D. Perón y la realización de elecciones libres en 1973, que inició el tercer peronismo, aunque la dictadura logró impedir que Perón se presentara como candidato. El Cordobazo influyó también en la victoria en Córdoba de la fórmula del Frejuli Ricardo Obregón Cano-Atilio López, este último uno de sus protagonistas.
El Cordobazo ha sido atribuido a la abolición de la política decretada por Onganía y ha sido relacionado con los altos niveles de militancia y compromiso social alcanzados de la década de 1970, con la maduración de una tradición combativa del sindicalismo peronista que tuvo su epicentro precisamente en Córdoba, con la radicalización del peronismo revolucionario, con la aparición de la llamada corriente sindical clasista y socialista, y con la estrecha relación entre los movimientos sindical y estudiantil expresada en la idea de "unidad obrero-estudiantil". El Córdobazo generó también un fuerte debate, originado por las críticas de las agrupaciones trosquistas, que habían decidido no participar en la huelga, sobre el supuesto "espontaneísmo" del movimiento y la falta de organización.
Finalmente el Cordobazo ha sido asociado con una tradición de puebladas en Argentina, tanto la que el 17 de octubre de 1945 originó al peronismo, como aquellas que se produjeron en la década de 1990 y principios de 2000, y muy particularmente con el Cacerolazo del 19 y 20 de diciembre de 2001, que causó la caída del presidente constitucional Fernando de la Rúa.